# Acianthera caparaoensis
Acianthera caparaoensis é uma espécie de orquídea epífita, família Orchidaceae, que existe em Minas Gerais, Brasil. Plantas de crescimento cespitoso, com caules na base recobertos por bainhas com pelos curtos. A inflorescência geralmente é mais curta que as folhas, com flores mais ou menos carnosas e pubescentes. Trata-se de planta sobre a qual não há muitas referências.

## Publicação e sinônimos
- Acianthera caparaoensis (Brade) Pridgeon & M.W.Chase, Lindleyana 16: 242 (2001).

Sinônimos homotípicos:
- Pleurothallis caparaoensis  Brade, Orquídea (Rio de Janeiro) 6: 10 (1943).
- Specklinia caparaoensis (Brade) Luer, Monogr. Syst. Bot. Missouri Bot. Gard. 95: 259 (2004).